# Mitromorpha bassiana
Mitromorpha bassiana is een slakkensoort uit de familie van de Mitromorphidae. De wetenschappelijke naam van de soort is voor het eerst geldig gepubliceerd in 1956 door Gabriel.